# Parafia Przemienienia Pańskiego w Sarnach
Parafia Przemienienia Pańskiego w Sarnach – parafia rzymskokatolicka w Sarnach, należy do dekanatu Równe w diecezji łuckiej.

## Duszpasterze

### Proboszcz
- ks. Jarosław Olszewski SAC - od ? do 1993
- ks. Franciszek Gomułczak SAC - od 1993 do 1995
- ks. Andrzej Walczuk SAC - od 1995 do 2001
- ks. Piotr Kubicki SAC - od 2001 do 2002
- ks. Andrzej Walczuk SAC - od 2002 do 2006
- ks. Władysław Łukasiewicz - od 2006 do 2019
- ks. Valeriy Dubyna SAC (PL. Walery Dubyna SAC) od 2019